# Покутино
Покутино (укр. Покутине, пол. Pokutyna) — село на Украине, находится в Шаргородском районе Винницкой области.
Код КОАТУУ — 0525382802. Население по переписи 2001 года составляет 760 человек. Почтовый индекс — 23554. Телефонный код — 4344.
Занимает площадь 17,62 км².

## Религия
В селе действует Свято-Михайловский храм Шаргородского благочиния Могилёв-Подольской епархии Украинской православной церкви.

## Адрес местного совета
23553, Винницкая область, Шаргородский р-н, с. Калитинка, ул. Пархоменко, 41